# Maurice Sarrail
Maurice-Paul-Emmanuel Sarrail (6 de abril de 1856 – 23 de março de 1929) foi um general francês que participou da Primeira Guerra Mundial. Seus interesses políticos pelo socialismo tornaram-no uma raridade entre os católicos, conservadores e monarquistas.